# 卡迭石战役
卡迭石战役是古埃及与赫梯王国争夺叙利亚地区统治权而发生的战役。
约前1274年5月底埃及第十九王朝的法老拉美西斯二世与赫梯国王在奥伦特河边的卡迭石（叙利亚的大马士革东北）会战，初期法老失利，第二天再战，赫梯受挫。双方均未取得决定性胜利。
约前1258年，赫梯王国的國王病逝，新任國王哈杜西勒三世繼位，两国缔结《埃及赫梯和約》，成为军事同盟。